# Vadon

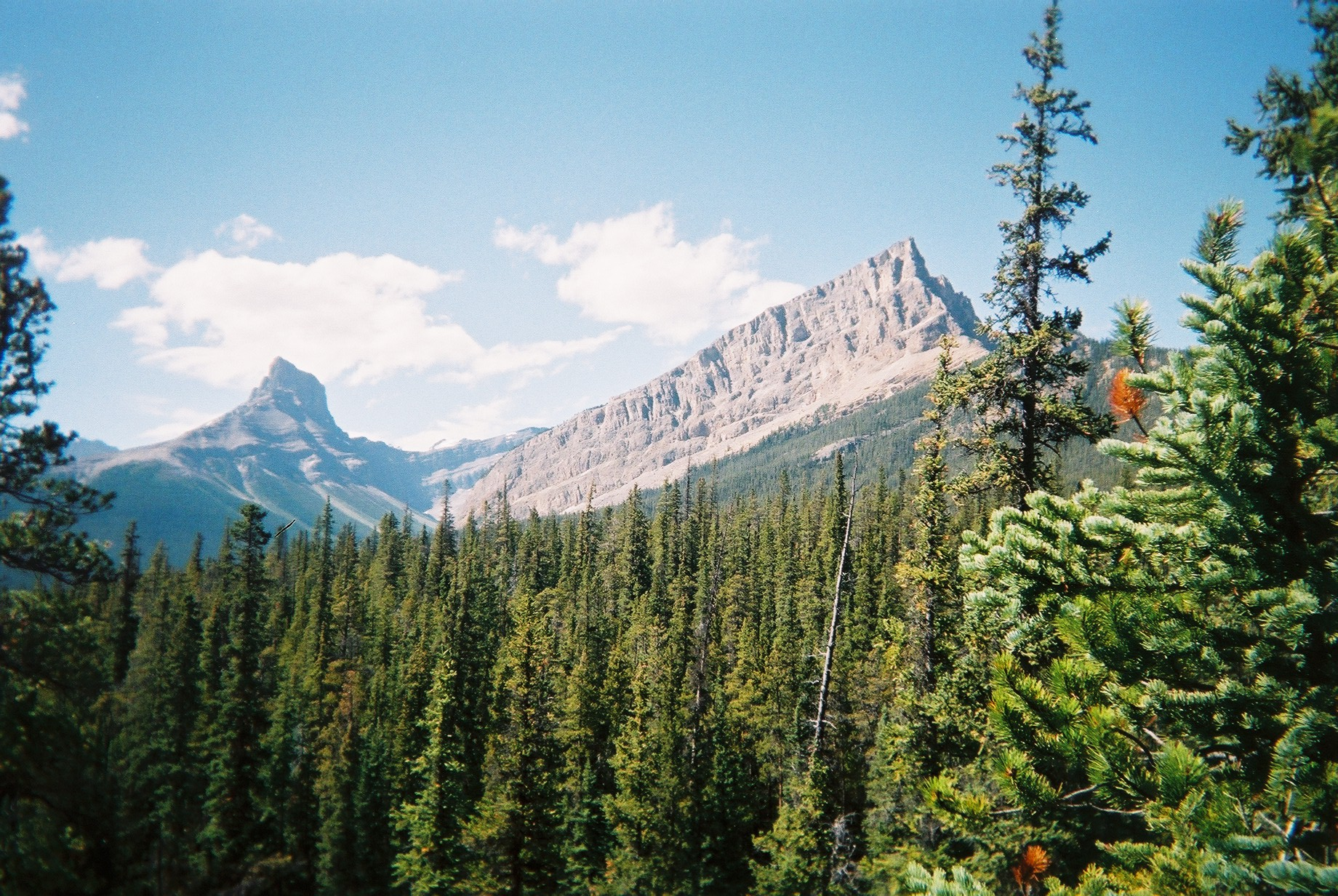
A kanadai Sziklás-hegység

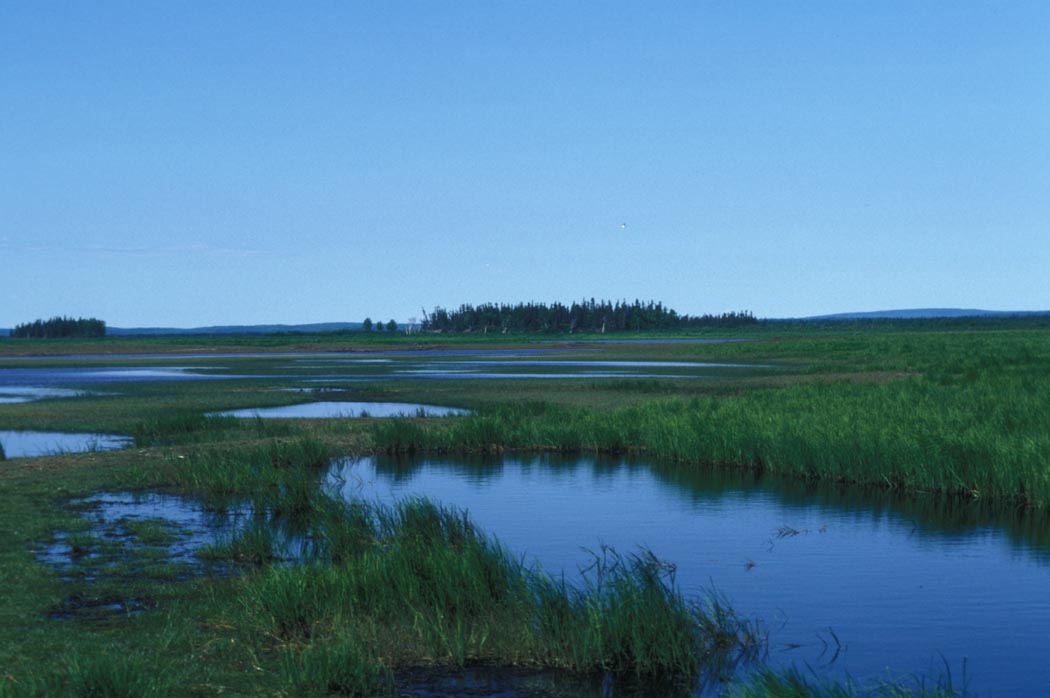
Az Innoko vadon terület Alaszkában

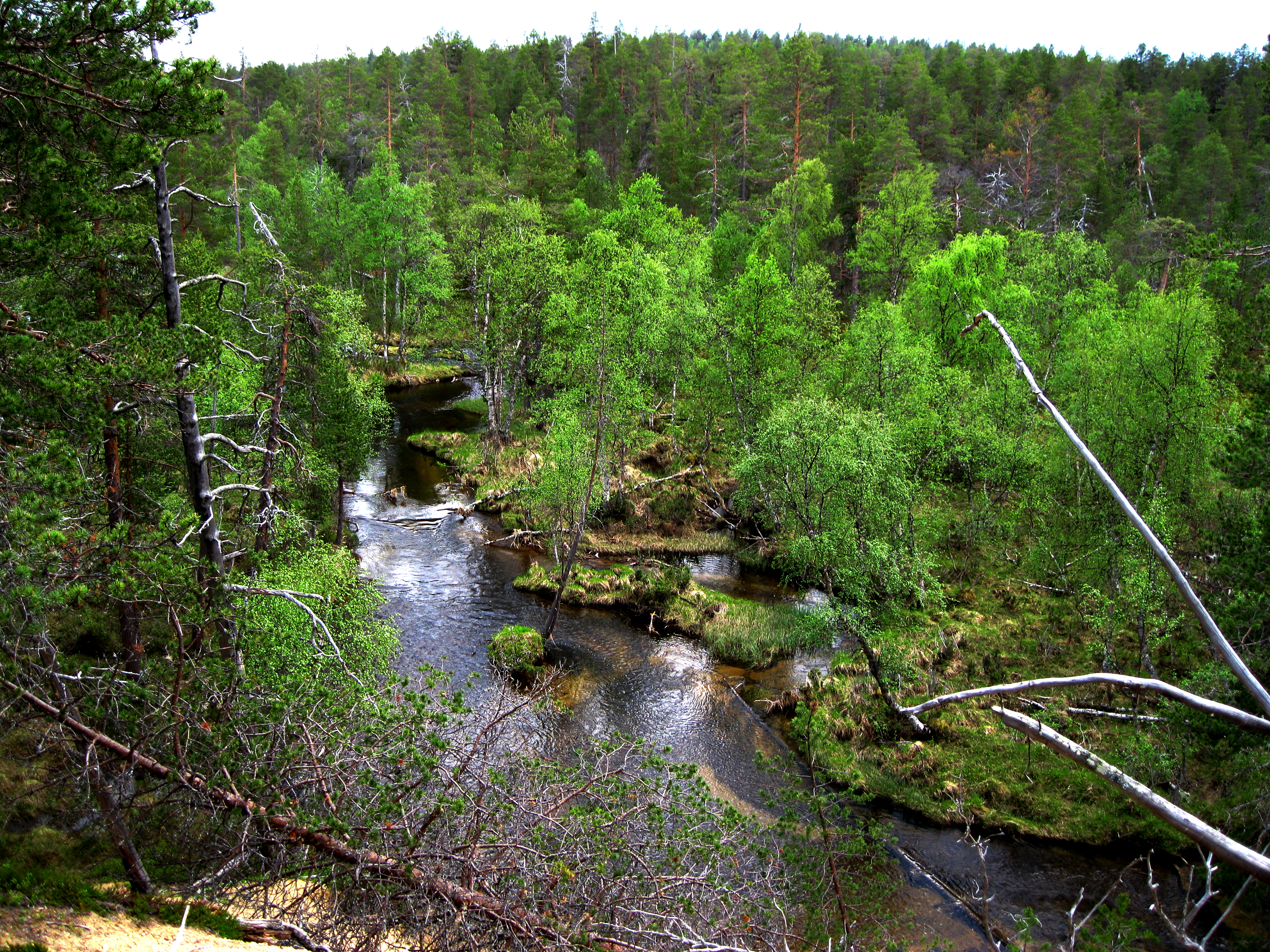
A Tsarmitunturi vadon terület Finnországban

A vadon olyan terület, ahol az emberi tevékenységek nem változtatták meg a természetes körülményeket. Ugyan a kifejezést főleg szárazföldi területekre használják, de egyre nagyobb figyelmet kapnak a tengeri élővilágok is. A Föld szárazföldi területeinek nagyjából egy negyedét teszik ki, de ez folyamatosan csökken emberi tevékenységek miatt. Az óceánokban ez az arány mindössze 13,2%.
Egyes kormányok létrehoztak vadonvédelmi területeket, amivel megvédik és továbbfejlesztik a létező területeket. Ezeknek célja leggyakrabban egyes fajok, biodiverzitás fenntartása, ökológiai tanulmányok folytatása és természetvédelem.